# Lochinch Castle
Lochinch Castle je zámek poblíž vesnice Castle Kennedy ve správní oblasti Dumfries a Galloway ve Skotsku. V roce 1972 byl zapsán na seznam skotského kulturního dědictví v nejvyšší kategorii A. Kromě toho tvoří spolu s různými vedlejšími budovami památkově chráněný soubor kategorie A.

## Historie
Pozemky byly v držení hrabat ze Stair po několik století. Jejich hrad Castle Kennedy byl v roce 1716 zničen požárem a již nikdy nebyl obnoven. Na pozemcích kolem hradu Kennedy nechal skotský politik a právník John Dalrymple, 10. hrabě ze Stair, v roce 1864 postavit hrad Lochinch. Za tímto účelem zadal návrh budovy edinburské architektonické kanceláři Brown a Wardrop. Práce byly dokončeny v roce 1868. Panství se dědí v rámci rodu a dodnes zůstává sídlem hrabat ze Stairu.
V roce 1870 byla nedaleko hradu nalezena dřevěná kánoe v jezeře White Loch.

## Popis
Hrad Lochinch leží asi dva kilometry severně od hradu Kennedy a pět kilometrů východně od Stranraeru na šíji Gallowayského pohoří Rhins. Asymetrický zámek je navržen ve skotském baronském stylu, ale má také prvky francouzské zámecké architektury. Zdivo dvoupatrového hradu Lochinch je z krémového lancashirského pískovce. Interiér je proveden v jakobínském stylu. Pozoruhodné jsou mistrovské štuky a dekorativní dřevěné prvky. Otevřený krb je vyveden v mramoru s dubovými ornamenty.